# كايل هنتر
كايل هنتر (بالإنجليزية: Kyle Hunter)‏ هو مدرب تنس ريشة ‏ كندي، ولد في 31 مايو 1973 في برانتفورد في كندا.

## وصلات خارجية
- كايل هنتر على موقع BWF.tournamentsoftware.com (الإنجليزية)
- كايل هنتر على موقع BWFbadminton.com (الإنجليزية)